# Hans Christer Holund
Hans Christer Holund, né le 25 février 1989 à Oslo, est un fondeur norvégien. Médaillé de bronze lors de l'épreuve de skiathlon aux Jeux olympiques 2018 de Pyeongchang, il détient quatre médailles mondiales, l'or du cinquante kilomètres des mondiaux 2019 à Seefeld, l'or du quinze kilomètres et du relais des mondiaux 2021 à Oberstdorf où il obtient également le bronze lors du skiathlon.

## Biographie
Actif internationalement depuis 2006, il dispute en 2007 le Festival olympique de la jeunesse européenne à Jaca, où il se classe quatrième sur le dix kilomètres libre. Il devient champion du monde junior du dix kilomètres classique en 2008. Lors des Championnats du monde junior 2009, il gagne deux médailles de bronze au skiathlon et au relais. En 2009, il participe aussi à sa première épreuve de Coupe du monde à Lahti. Il est totalement absent de la compétition pendant deux ans, puis gagne sa première course en 2013 dans la Coupe de Scandinavie. En mars 2013, il prend le départ du cinquante kilomètres de Holmenkollen, dont il l'achève au seizième rang, significatif de premiers points en Coupe du monde. Lors de la saison 2014-2015, il se rapproche même du podium à deux reprises, dont avec une quatrième place au quinze kilomètres d'Östersund. Il monte sur son premier podium en fin d'année 2015 avec une troisième place sur le skiathlon de Lillehammer, où il est aussi gagnant de son premier relais. En 2018, il fait partie des meilleurs fondeurs au monde, se classant notamment cinquième du Tour de ski et remportant la médaille de bronze du skiathlon aux Jeux olympiques de Pyeongchang, derrière ses compatriotes Simen Hegstad Krüger et Martin Johnsrud Sundby.
Alors qu'il ne compte pas encore la moindre victoire en individuel en Coupe du monde, il remporte le titre de champion du monde lors des championnats du monde de ski nordique 2019 de Seefeld sur le cinquante kilomètres en style libre.
Au Nordic Opening de la saison 2019-2020, il réalise le meilleur temps sur la poursuite, ce qui lui octroie une victoire en coupe du monde, son compatriote Johannes Høsflot Klæbo remportant cette édition. La semaine suivante, il termine deuxième du skiathlon, devancé par Alexander Bolshunov. En fin de saison, il termine à la troisième place du général du FIS Ski tour, derrière ses compatriotes Pål Golberg et Simen Hegstad Krüger.
Lors de la saison 2020-2021, il termine au quatrième du classement général du Ruka triple en ouverture de la saison. En raison des choix de la fédération norvégienne liés aux conditions sanitaires de la Covid-19, il ne retrouve ensuite le circuit de la coupe du monde qu'en janvier à Lahti, terminant sixième d'un skiathlon, puis à Falun, quatrième d'un quinze kilomètres. Lors des mondiaux d'Oberstdorf, il termine à la troisième place du skiathlon, le Russe Alexander Bolshunov devançant cinq Norvégiens, Simen Hegstad Krüger, Hans Christer Holund, Klæbo, Emil Iversen et Sjur Røthe. Sur le quinze kilomètres, disputé en style libre, il remporte le titre mondial, devançant deux compatriotes, Simen Hegstad Krüger et Harald Østberg Amundsen. Aligné en troisième position, derrière Pål Golberg et Emil Iversen, lors du relais, il transmet en tête à Johannes Høsflot Klæbo qui s'impose au sprint face à Bolshunov pour remporter le titre.
Pour finir la saison, il se classe deuxième à Engadine, à l'issue du cinquante kilomètres en style libre, devant Simen Hegstad Krüger.

## Palmarès

### Jeux olympiques d'hiver
| Épreuve / Édition   | Sprint                           | Sprint                           | 15 km                            | 15 km                            | Skiathlon 2 × 15 km                 | 50 km | Relais | Relais                             |
| Épreuve / Édition   | libre                            | classique                        | libre                            | classique                        | Skiathlon 2 × 15 km                 | 50 km | Sprint | 4 × 10 km                          |
| JO 2018 Pyeongchang | Épreuve inexistante à cette date | —                                | 6e                               | Épreuve inexistante à cette date | Médaille de bronze, Jeux olympiques | 6e    | —      | —                                  |
| JO 2022 Pékin       |                                  | Épreuve inexistante à cette date | Épreuve inexistante à cette date |                                  |                                     |       |        | Médaille d'argent, Jeux olympiques |

Légende :
- : première place, médaille d'or
- : deuxième place, médaille d'argent
- : troisième place, médaille de bronze
- : pas d'épreuve
- — : Non disputée par Holund

### Championnats du monde
| Épreuve / Édition        | Sprint                           | Sprint                           | 15 km                            | 15 km                            | Skiathlon 2 × 15 km       | 50 km                | Relais | Relais               |
| Épreuve / Édition        | libre                            | classique                        | libre                            | classique                        | Skiathlon 2 × 15 km       | 50 km                | Sprint | 4 × 10 km            |
| Mondiaux 2017 Lahti      | —                                | Épreuve inexistante à cette date | Épreuve inexistante à cette date | —                                | —                         | 10e                  | —      | —                    |
| Mondiaux 2019 Seefeld    | —                                | Épreuve inexistante à cette date | Épreuve inexistante à cette date | —                                | —                         | Médaille d'or, monde | —      | —                    |
| Mondiaux 2021 Oberstdorf | Épreuve inexistante à cette date | —                                | Médaille d'or, monde             | Épreuve inexistante à cette date | Médaille de bronze, monde | 4e                   | —      | Médaille d'or, monde |
| Mondiaux 2023 Planica    | Épreuve inexistante à cette date | —                                | Médaille de bronze, monde        | Épreuve inexistante à cette date |                           |                      |        | Médaille d'or, monde |

Légende :
- : première place, médaille d'or
- : deuxième place, médaille d'argent
- : troisième place, médaille de bronze
- : pas d'épreuve
- — : Non disputée par Holund

### Coupe du monde
- Meilleur classement général : 5e en 2018.
- 13 podiums individuels : 5 deuxièmes places, 8 troisièmes places.
- 6 podiums en relais : 2 victoires et 4 troisièmes places.
- 1 podium en épreuve par équipes mixte : 1 troisième place.

#### Courses par étapes
- Tour de ski :
  - 3e en 2023.
  - 2 podiums d'étapes.
- Nordic Opening : 3 podiums d'étape, dont 1 victoire (15 kilomètres libre à Ruka en 2019 et 2020).
- Finales : 1 podium d'étape.
- Ski Tour (2020) : 
  - 3e du classement final.
  - 1 podium d'étape.

#### Classements
| Saison / Épreuve | Général | Général | Distance | Distance | Sprint | Sprint |
| ---------------- | ------- | ------- | -------- | -------- | ------ | ------ |
| Saison / Épreuve | Place   | Points  | Place    | Points   | Place  | Points |
| 2013             | 130e    | 15      | 84e      | 15       | -      | -      |
| 2015             | 42e     | 158     | 26e      | 158      | -      | -      |
| 2016             | 10e     | 834     | 7e       | 572      | 77e    | 12     |
| 2017             | 12e     | 593     | 10e      | 409      | -      | -      |
| 2018             | 6e      | 917     | 3e       | 599      | -      | -      |
| 2019             | 17e     | 477     | 12e      | 313      | -      | -      |
| 2020             | 7e      | 954     | 5e       | 694      | -      | -      |
| 2021             | 14e     | 418     | 7e       | 318      | -      | -      |

### Championnats du monde junior
| Épreuve / Édition         | Sprint | Sprint    | 10 km | 10 km         | 20 km libre | Poursuite 2 × 10km | Relais             |
| Épreuve / Édition         | libre  | classique | libre | classique     | 20 km libre | Poursuite 2 × 10km | Relais             |
| Mondiaux 2008 Malles      |        |           |       | Médaille d'or | 7e          |                    | 4e                 |
| Mondiaux 2009 Praz de Lys |        |           |       | 6e            |             | Médaille de bronze | Médaille de bronze |

### Coupe de Scandinavie
- Il remporte le classement général en 2015.
- 3 victoires sur des épreuves.